# Park Miniatur w Ropie
Park Miniatur w Ropie – park miniatur, położony we wsi Ropa (powiat gorlicki).

## Historia
Park znajduje się w centrum wsi, na terenach nieodpłatnie użyczonych przez gminę Ropa i jest prowadzony przez Stowarzyszenie Pogranicza z siedzibą w Ropie.
Park powstał w 2012 roku w wyniku współpracy Stowarzyszenia Pogranicze ze słowackim partnerem: Hornošarišské Osvetové Stredisko z siedzibą w Bardejowie. Został zrealizowany w ramach projektu pn. „Architektura Beskidu Niskiego w miniaturze”, finansowanego ze środków Europejskiego Funduszu Rozwoju Regionalnego oraz budżetu państwa w ramach Programu Współpracy Transgranicznej Rzeczpospolita Polska – Republika Słowacka 2007-2013.

W Parku prezentowane jest 40 miniatur obiektów architektury drewnianej, znajdujących się na terenie Beskidu Niskiego w granicach Polski i Słowacji. Miniatury zostały wykonane w skali 1:25 przez Janusza Kuliga, rzemieślnika z Chmielnika, twórcę miniatur znajdujących się w Parku Miniatur Świątyń w Myczkowcach.

Wśród prezentowanych obiektów znajduje się:
- 9  kościołów oraz cerkwi, położonych na terenie Polski: Ropa, Łosie, Leszczyny, Przysłop, Hańczowa, Ropki[a], Męcina Wielka, Owczary, Sękowa,
- 9 kościołów i cerkwi, położonych na terenie Słowacji: Hraničné, Frička, Lukov, Zboj, Tročany, Hervartov, Mikulášová, Jedlinka, Krivé,
- zagroda pogórzańska z okolic Ropy (3 budynki),
- łemkowska zagroda maziarska w Łosiu (3 budynki),
- zagroda z okolic Bardejowa (6 budynków)[b].

Park jest obiektem całorocznym, wstęp jest wolny.